# Krwawe Dni Międzyrzeca

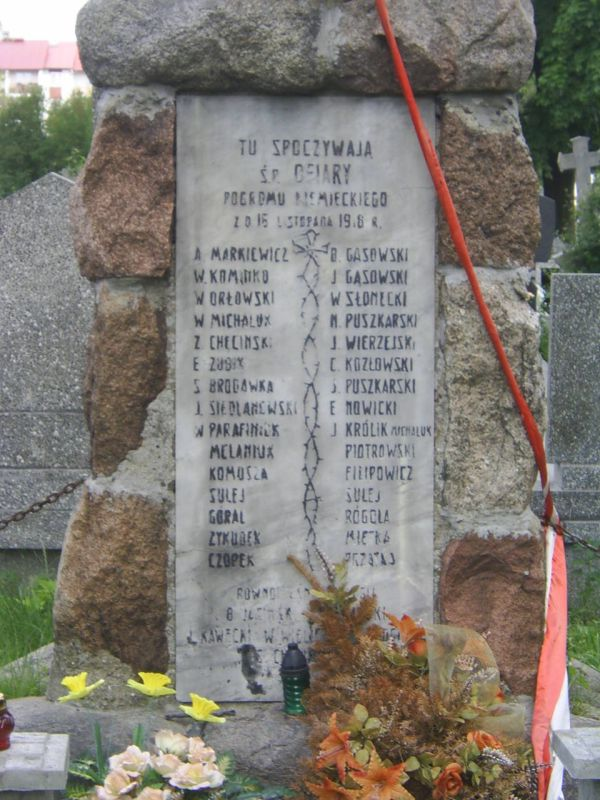
Pomnik ofiar przeprowadzonego przez wojska niemieckie pogromu w Międzyrzecu Podlaskim

Krwawe Dni Międzyrzeca – pogrom przeprowadzony przez wojska niemieckie podlegające Ober-Ost (Totenkopfhusaren), 16 listopada 1918 roku w Międzyrzecu Podlaskim. Podczas pacyfikacji, która była reakcją na rozbrojenie niemieckiego garnizonu, zginęły co najmniej 44 osoby – 22 żołnierzy POW nocujących w pałacu Potockich oraz co najmniej 22 osoby  cywilne.